# Amance, Meurthe-et-Moselle
Amance är en kommun i departementet Meurthe-et-Moselle i regionen Grand Est (tidigare regionen Lorraine) i nordöstra Frankrike. Kommunen ligger i kantonen Malzéville som tillhör arrondissementet Nancy. År 2022 hade Amance 361 invånare.

## Befolkningsutveckling
Antalet invånare i kommunen Amance
| Referens: INSEE |